# Andrés Manuel López Obrador
Andrés Manuel López Obrador (Tepetitán, 13 november 1953) is een Mexicaans politicus. Hij was van 2018 tot 2024 de 65e president van Mexico. López Obrador is oprichter van de politieke partij Morena. Eerder bedreef hij politiek vanuit de Partij van de Democratische Revolutie (PRD) en was hij regeringsleider van Mexico-Stad.

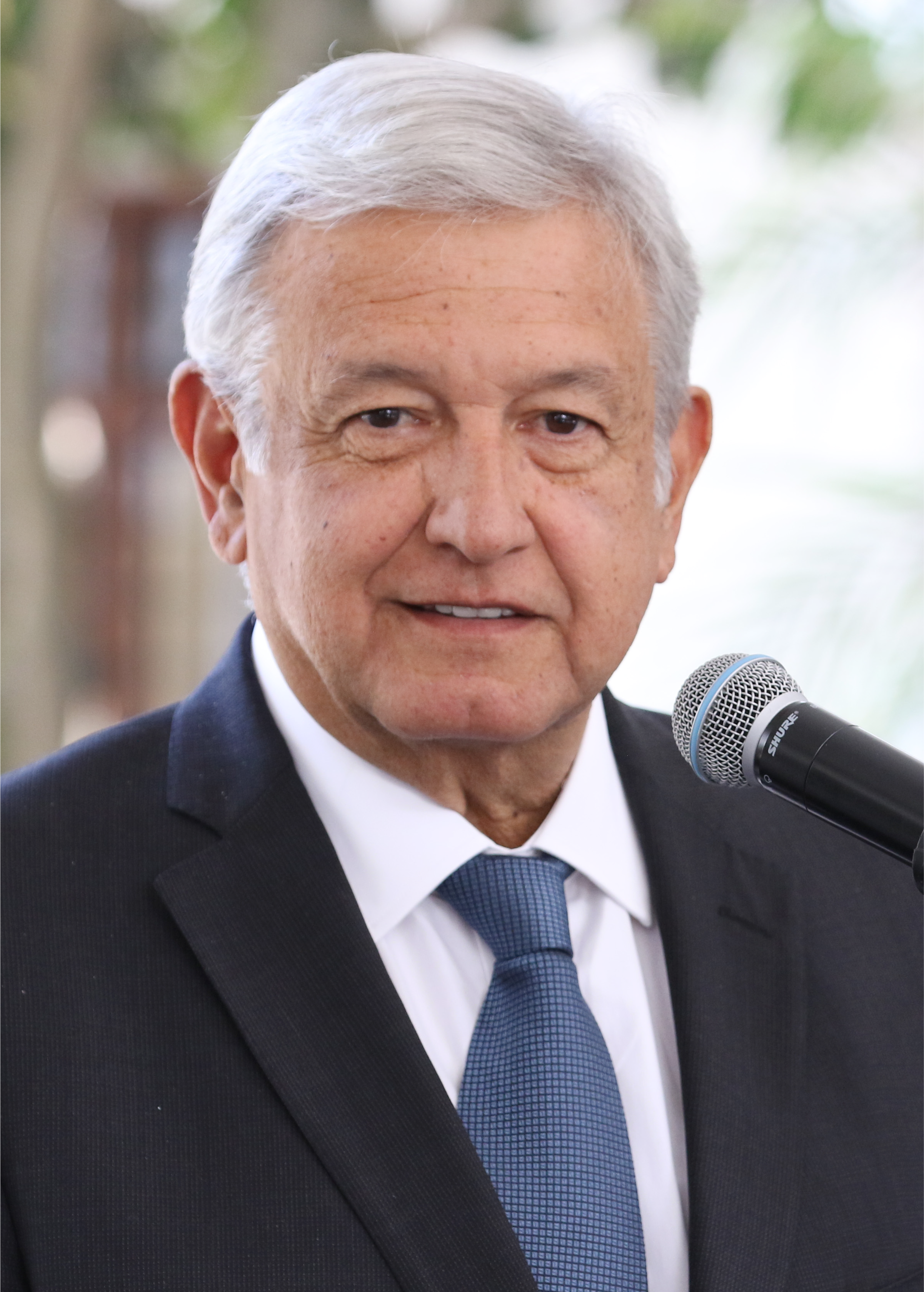
Andrés Manuel López Obrador in 2017

López Obrador, naar zijn initialen ook aangeduid als AMLO, was eerder presidentskandidaat voor de PRD voor de verkiezingen van 2006, die hij met een krappe marge verloor, maar beschuldigde de regering van fraude en liet zichzelf uitroepen tot 'legitiem president'. Hij stelde zich in 2012 weer kandidaat en voor een derde keer voor de presidentsverkiezingen in juli 2018. Op 1 juli 2018 won hij de verkiezingen met 53% van de uitgebrachte stemmen. Op 30 september 2024 sloot hij zijn ambtstermijn af. Enquêtes wezen uit dat hij aan het eind van zijn presidentschap door bijna 70% van de bevolking positief gewaardeerd werd.

## Vroege jaren
Lopéz Obrador is afkomstig uit de minder invloedrijke en zuidelijke staat Tabasco. In 1969 schoot zijn broer Ramón zichzelf per ongeluk dood terwijl deze met een geweer aan het spelen was. Hoewel duidelijk was dat het om een ongeval ging en López Obrador er niets mee te maken had (hij was korte tijd in hechtenis genomen, maar al snel vrijgelaten), is het incident door zijn tegenstanders regelmatig gebruikt om hem zwart te maken. Volgens López Obrador zelf heeft hij er voor de rest van zijn leven een trauma aan overgehouden.
López Obrador zou volgens sommigen presbyteriaans of evangelisch Christen zijn, zoals relatief velen uit zijn geboortestaat. Dit omdat López Obrador zijn religieuze overtuigingen meestal omschrijft als 'Christen', waar de meeste Mexicanen zich katholiek noemen. In een televisie-interview heeft hij echter aangegeven wel degelijk katholiek te zijn.
Hij studeerde politicologie aan de Nationale Autonome Universiteit van Mexico (UNAM). Hij raakte politiek betrokken toen hij zich in 1976 aansloot bij de verkiezingscampagne van de schrijver en intellectueel Carlos Pellicer die voor de Institutioneel Revolutionaire Partij (PRI) kandidaat was voor een Senaatszetel. López Obrador sloot zich aan bij de PRI, de partij die tot in 2000 71 jaar over Mexico regeerde, en wist op te klimmen tot voorzitter van de partij in Tabasco. In 1977 kreeg López Obrador een functie in het Nationaal Instituut voor de Inheemse bevolking in zijn thuisstaat en in 1984 in het Nationaal Instituut voor consumentenbescherming in Mexico-Stad.
In 1979 huwde hij Rocío Beltrán Medina, met wie hij drie kinderen kreeg. Zij overleed in 2003 aan lupus erythematodes. López Obrador hertrouwde in 2006 de Mexicaanse Beatriz Gutiérrez Müller, met wie hij een jaar later een zoon kreeg.
In de jaren 80 was López Obrador een van de PRI-leden binnen de 'democratische stroming', die zich verzetten tegen de neoliberale koers en het autoritaire, ondemocratische karakter van de partij. De democratische stroming scheurde zich in 1987 af van de PRI. López Obrador was kandidaat voor het gouverneurschap van Tabasco in 1988 met een alternatieve lijst, maar verloor aan de PRI-kandidaat. Een jaar later kwam hij in Tabasco aan het hoofd van de pas opgerichte Partij van de Democratische Revolutie (PRD), later een van de belangrijkste politieke partijen. In 1994 probeerde hij wederom gouverneur van Tabasco te worden. Ook dit keer verloor hij de verkiezingen, hoewel grootschalige fraude vermoed werd. Winnaar van deze verkiezingen was PRI-kandidaat Roberto Madrazo, die aan zijn verkiezingscampagne meer geld had besteed dan Bill Clinton aan zijn gelijktijdige campagne voor het presidentschap. López Obrador protesteerde tegen de fraude en trok met een karavaan aanhangers naar Mexico-Stad maar zonder succes.
In 1996 werd hij partijvoorzitter van de PRD. In hetzelfde jaar haalde hij het nationale nieuws toen hij volkomen bebloed in beeld verscheen na afloop van een confrontatie met de politie naar aanleiding van een protestactie voor de rechten van de inheemse bevolking van Tabasco. In López Obradors periode als partijvoorzitter groeide de partij fors: ze won haar eerste twee gouverneurszetels en de verkiezingen van regeringsleider in Mexico-Stad.

## Regeringsleider van Mexico-Stad
López Obrador was in 2000 voor de PRD kandidaat-regeringsleider van het Federaal District, een functie die gelijkwaardig is aan gouverneur van een deelstaat. Op 2 juni 2000 won hij de verkiezingen van het Federaal District met 38.3% van de stemmen. Hij versloeg daarmee Santiago Creel van de Nationale Actiepartij (PAN) (33,4%) en Jesús Silva Herzog Flores van de PRI (22,8%).
Zijn bestuur van de hoofdstad sinds 2000 werd gekenmerkt door de drastische reductie van de lonen en privileges van de ambtenaren. Ook werd zijn regering gekenmerkt door investeringen in publieke werken, waaronder de Metrobús en de Segundo Piso. In samenwerking met de multimiljardair Carlos Slim liet hij het Historisch Centrum opknappen en hij liet Rudy Giuliani, die als burgemeester van New York met een zero tolerance beleid succes had geboekt bij het terugdringen van de criminaliteit, overkomen om een plan te ontwikkelen tegen de misdaad. Hoewel de criminaliteitscijfers tijdens zijn burgemeesterschap zijn afgenomen, demonstreerden er in juli 2004 enkele honderdduizenden tegen de nog altijd torenhoge criminaliteit. López noemde de demonstratie een door zijn tegenstanders georkestreerd politiek protest. Toch werd hij in in 2004 de World Mayor-verkiezing door als een na beste burgemeester ter wereld gekozen. Die verkiezing werd gewonnen door Edi Rama, burgemeester van Tirana.
López Obrador is een populair politicus, maar wordt ook beschuldigd van populisme en messianisme. Aanhangers vergelijken hem met Lula da Silva van Brazilië en Néstor Kirchner van Argentinië, terwijl zijn tegenstanders hem eerder vergelijken met Hugo Chávez van Venezuela. In 2004 waren er twee grote corruptieschandalen betreffende naaste medewerkers van López Obrador, Carlos Imaz en René Bejarano. Het bleek echter dat López Obrador er niet zelf bij deze videoschandalen betrokken was. Imaz werd later door de rechter onschuldig bevonden terwijl Bejarano schuldig werd bevonden en tot een geldboete werd veroordeeld waarna hij door de PRD werd geroyeerd.

## Proces
In 2003 negeerde hij een rechterlijke uitspraak die hem verplichtte openbare wegwerken op een privaat perceel stop te zetten. In mei 2004 werd omwille hiervan een juridische procedure tegen Lopéz Obrador opgestart, die ertoe had kunnen leiden dat hij in 2006 zich niet kandidaat had kunnen stellen voor de presidentsverkiezingen. Aanhangers zagen dit als een politiek proces om López in diskrediet te brengen. Volgens tegenstanders maakte López misbruik van deze situatie door zich te profileren als underdog. Hij dreigde met betogingen en oproepen tot burgerlijke ongehoorzaamheid als hij veroordeeld zou worden.
In april 2005 besloot een commissie dat het Mexicaanse congres mocht stemmen over de beslissing hem de juridische onschendbaarheid te ontnemen. Een meerderheid in het congres stemde voor het ontnemen van de juridische onschendbaarheid. Dat betekende ook dat hij afstand moest doen van de functie van regeringsleider, waarin hij werd opgevolgd door Alejandro Encinas Rodríguez. López Obrador noemde dit een politiek complot georkestreerd door voormalig president Salinas, president Fox en minister Creel. Enkele honderdduizenden Mexicanen gingen de straat op om te betogen tegen deze afzetting. De PRD gaf te kennen López Obrador te steunen, en kondigde acties aan.
Een aantal weken later nam hij het leiderschap van de regering van Mexico-Stad weer over. Gedurende enige tijd was er onduidelijkheid over de legaliteit daarvan. Maar op 27 april noemde president Fox hem "regeringsleider van het Federaal District", waardoor duidelijk was dat in ieder geval Fox hem weer als zodanig erkende. Fox maakte bovendien enkele wijzigingen in zijn kabinet en stelde veranderingen in de wet voor aangaande dergelijke rechtszaken. Een dag later verklaarde een woordvoerder van Fox dat López Obrador zich kandidaat kon stellen voor het presidentschap, zelfs als hij veroordeeld zou worden of als het proces tegen hem nog zou lopen. Enkele dagen later liet de regering de aanklacht tegen Obrador zelfs geheel vallen, wat de weg geheel vrijmaakte voor zijn presidentscampagne.

## Presidentscampagne 2006
Kort na het besluit de aanklacht tegen López Obrador te laten vervallen stelde hij zich officieel kandidaat voor de presidentsverkiezingen voor de PRD. De Mexicaanse grondwet verbiedt het iemand die korter dan 6 maanden voor de verkiezingen een publieke functie vervult presidentskandidaat te zijn, dus besloot hij per 31 juli zijn functie als regeringsleider van Mexico-Stad neer te leggen. Normaliter zou zijn termijn tot december 2006 gelopen hebben. Hij kondigde aan voor de campagne door het hele land te reizen, en elk kiesdistrict persoonlijk te bezoeken.
Door tegenstanders werd hij bekritiseerd omdat hij omwille van de publiciteit projecten, waaronder een nieuw openbaar vervoerssysteem, de Metrobus, liet openen voor dat ze af waren. Bovendien bleek dat de Metrobus niet veilig was en niet geschikt voor gehandicapten. Verder steunde hij openbaar Yeidckol Polevnsky voor de gouverneursverkiezingen in de staat Mexico, wat wettelijk verboden is. Dingen die positiever werden beoordeeld waren onder andere zijn opmerkingen dat hij à la Lázaro Cárdenas zijn eigen salaris zou verlagen wanneer hij president zou worden en het presidentiële verblijf Los Pinos zou verruilen voor het nationaal paleis aan het zócalo in het centrum van Mexico-Stad, dat nu alleen voor ceremoniële doeleinden wordt gebruikt. Ook gaf hij aan van het Federaal District de 32e deelstaat van Mexico te willen maken.
Naast de Partij van de Democratische Revolutie wezen ook Convergentie en de Partij van de Arbeid (PT) López Obrador als kandidaat aan. Deze coalitie had de naam Por el bien de todos (voor het welzijn van allen). López Obradors voornaamste tegenstanders waren Felipe Calderón (PAN) en Roberto Madrazo (PRI). Die laatste is dezelfde persoon aan wie hij in 1994 de gouverneursverkiezingen verloor.
Tijdens de campagne liet de PAN een tv-spot maken waarin López Obrador werd vergeleken met Chávez, waarna deze hierover klaagde. Vervolgens zei de PAN dat Chávez zich niet moest bemoeien met de Mexicaanse verkiezingen. Volgens de aanhangers van López Obrador maakte de PAN zich met deze opmerking belachelijk, omdat ze Chávez er immers zelf bijgesleept hadden. López Obrador verklaarde Chávez nog nooit ontmoet te hebben, zelfs niet gesproken per telefoon.
Bij het eerste debat tussen de presidentskandidaten op 25 april was López Obrador afwezig, wat door zijn tegenstanders sterk bekritiseerd werd. Aanhangers van López Obrador grapten echter dat het debat ruimschoots was gewonnen door Silla Vacía (Lege Stoel). In de peilingen na dit debat verloor López Obrador zijn eerste plaats aan Calderón, die volgens kijkers de winnaar was van het eerste debat. López Obrador was bij het tweede debat op 6 juni wel aanwezig, waarin volgens waarnemers Calderón en López Obrador ongeveer even goed uit de bus kwamen, hoewel beiden volgens velen elkaar meer persoonlijk aanvielen dan nodig was.
Exit-polls en de eerste uitslagen gaven geen duidelijke winnaar. Hierop riepen zowel López Obrador als Calderón zich tot winnaar uit, ondanks beloften dit niet te doen totdat de uiteindelijke uitslag bekend zou zijn. In de uiteindelijke uitslag won Calderón de verkiezingen met 0,58%. Volgens López Obrador had er echter fraude plaatsgevonden. Zo zouden er 3 miljoen stembiljetten niet geteld zijn, terwijl anderen juist dubbel of driemaal zijn geteld. Ook zouden er op verschillende plaatsen stembiljetten tussen het afval zijn aangetroffen. López Obrador kondigde dan ook aan de uitslag te zullen aanvechten bij het Electoraal Gerechtshof, en riep zijn aanhangers op deel te nemen aan een demonstratie tegen de fraude op 8 juli op het Zócalo, het centrale plein van Mexico-Stad. In daaropvolgende weken breidden de protesten zich uit, en werden verschillende strategische plekken in Mexico-Stad bezet door aanhangers van López Obrador. Het electoraal gerechtshof verordonneerde dat 10% van de stembussen opnieuw geteld moesten worden. Voor López Obrador ging dit niet ver genoeg, en hij eiste en hertelling van alle stemmen.
Uiteindelijk maakte het gerechtshof bekend dat er weliswaar enige onregelmatigheden hadden plaatsgevonden, maar dat de effecten daarvan te weinig uitmaakten om de uitslag te veranderen. López Obrador en zijn aanhangers namen hier echter geen genoegen mee. Op 1 september, de dag waarop altijd het parlementaire jaar geopend wordt en de president een toespraak houdt voor de Kamer van Afgevaardigden, drongen parlementariërs van de PRD en de PT naar voren en verhinderden zij president Fox deze toespraak te houden. Deze verliet hierop het parlementsgebouw, en las de toespraak voor vanuit zijn presidentiële verblijf Los Pinos.

### "Legitiem president"

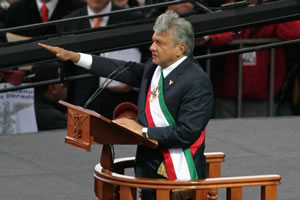
Eedaflegging als 'legitiem president'
(2006)

López Obrador kondigde aan een tegenregering te zullen vormen, en te beginnen op 16 september, de nationale feestdag van Mexico. Op die dag verzamelden honderdduizenden aanhangers zich in Mexico-Stad die hem tot president van de Nationale Democratische Conventie (CND) uitriepen. Op 3 november maakte López Obrador zijn ministersploeg bekend. Op 20 november werd hij door Rosario Ibarra ingehuldigd als 'legitiem president'. Opiniepeilingen maakten duidelijk dat, hoewel de helft van de Mexicanen geloofde dat de verkiezingen niet eerlijk waren verlopen, slechts 24% het alternatieve presidentschap van López Obrador steunde. Tegenstanders beschuldigen hem ervan een slechte verliezer te zijn, de democratische spelregels niet te willen respecteren en vonden dat López Obrador zich als legitiem president belachelijk maakte. Ook werden er door critici vragen gesteld over de financiering van zijn tegenregering. Aanhangers wezen er daarentegen op dat López Obradors zelf uitgeroepen presidentschap een uitlaatklep kon zijn voor legitieme onrustgevoelens, en dat hij kon fungeren als een 'nationaal geweten'.
Uit onvrede met de in zijn ogen te rechtse Mexicaanse media, begon hij op 9 januari 2007 met een wekelijks tv-programma, La verdad sea dicha (De waarheid zij gezegd), op TV Azteca, en bracht op 2 juli van hetzelfde jaar het boek La Mafia que nos Robó la Presidencia (De Maffia die ons het Presidentschap Ontstal) uit. Verder bestonden zijn belangrijkste activiteiten als legitiem president uit het rondreizen door het land om werkbezoeken te brengen. Ook ging hij zo nu en dan het debat aan met tegenstanders over actuele thema's. In maart 2008 begon López Obrador een campagne tegen de energiehervorming, de regering ervan beschuldigend dat deze hervorming in de praktijk zou uitdraaien op een privatisering van het staatsoliebedrijf Petróleos Mexicanos (PEMEX). In maart 2008 bezetten afgevaardigden van de PRD, de PT en Convergentie het congres, betogende dat de aardoliehervorming een schending van de Mexicaanse grondwet inhield. Na twee weken werd besloten een nationaal debat te organiseren over de hervorming, en pas bij de nieuwe zittingsperiode van het Congres, na 1 september, een besluit te nemen.
Na 2007 ging er af en toe het gerucht dat López Obrador niet tevreden was met de steun die hij van de PRD kreeg, en hij van plan was een nieuwe partij op te richten. De twisten tussen López Obrador en zijn tegenstanders binnen de PRD kwamen in 2008 aan de oppervlakte toen de partij een nieuwe voorzitter moest kiezen. De belangrijkste kandidaten waren Jesús Ortega van de stroming Nieuw Links (NI) en Alejandro Encinas van Verenigd Links (IU), de favoriet van López Obrador. De verkiezing gaf geen duidelijke uitslag, en beide kandidaten beschuldigden de ander van fraude. Onder protest van López Obrador en NI werd uiteindelijk Guadalupe Acosta Naranjo als voorzitter aangewezen. Een nieuwe twist ontstond toen López Obrador in oktober 2008 weigerde PRD-kandidaat Gloria Sierra López voor het burgemeesterschap van Acapulco te steunen, en riep in plaats daarvan op op Luis Walton van Convergencia te stemmen. Dit leidde ertoe dat de PRI-kandidaat tot burgemeester werd gekozen, hoewel Walton en Sierra samen meer stemmen hadden gehaald.
In december 2008 braken Convergencia en PT met de PRD, en López Obrador riep op bij de Congresverkiezingen van 2009 op de kandidaten van deze partijen te stemmen. Een aantal PRD-prominenten riepen op López Obrador uit de partij te stoten maar uiteindelijk besloot het partijbestuur dat dit niet nodig was. Een bijzonder opvallend incident tijdens de verkiezingen betrof de race in Iztapalapa in Mexico-Stad, een district met bijna twee miljoen inwoners. Het kiesgerechtshof verklaarde kort voor de verkiezingen dat PRD-kandidate Clara Brugada, aanhangster van López Obrador, haar nominatie onrechtmatig had verkregen en verving haar door Silvia Oliva Fragoso, critica van López Obrador. López Obrador riep vervolgens op PT-kandidaat Rafael Acosta Ángeles, beter bekend als Juanito, te stemmen, die had beloofd indien hij de verkiezingen zou willen zijn functie af te staan aan Brugada. Nadat Acosta inderdaad werd gekozen besloot hij echter te breken met López Obrador, die hij een 'verrader' noemde, en weigerde hij zijn functie op te geven.

## Presidentscampagne 2012
López Obrador stelde zich in 2011 opnieuw kandidaat voor het presidentschap. Binnen de PRD was Marcelo Ebrard, burgemeester van Mexico-Stad en normaliter een medestander van López Obrador, de enige tegenkandidaat. Peilingen wezen uit dat López Obrador populairder was onder aanhangers van de PRD en haar bondgenoten, maar dat Ebrard het beter zou doen onder het gehele electoraat. In een reeks peilingen die georganiseerd werden als voorverkiezing kwam López Obrador als winnaar uit de bus, en hij werd vervolgens benoemd tot presidentskandidaat van de 'Progressieve Beweging', een door hemzelf opgericht samenwerkingsverband van de PRD, PT en PMC (de opvolger van Convergencia).
López Obradors presidentscampagne van 2012 had een gematigder toon dan die van zes jaar eerder en hij gaf zelfs enige tekenen zich te willen verzoenen met Calderón. Wel ageerde hij tegen de rol van de media, die in zijn ogen onevenredig negatief over hem berichten en te veel op de hand zouden zijn van Enrique Peña Nieto, kandidaat voor de PRI en favoriet voor het presidentschap.

## Presidentscampagne 2018
Voor de presidentsverkiezingen die op 1 juli 2018 werden gehouden, had López Obrador een nieuwe partij opgericht, Morena, op basis van de protestbeweging na de verkiezingen van 2006. Morena stelde López Obrador kandidaat. In de opiniepeilingen maakte hij een goede kans president te worden dankzij een grote voorsprong op Ricardo Anaya, de nummer twee kandidaat voor deze positie. López Obrador was minder genegen de anti-Mexicaanse maatregelen van Donald Trump te accepteren en hij is een groot voorstander van de NAFTA. Hij heeft wel plannen om de wet die het voor buitenlandse oliemaatschappijen mogelijk maakt te investeren in het land, te herzien.
Na het tellen van de stemmen werd hij met een grote meerderheid verkozen tot president. Hij kreeg 53% van de stemmen, twee maal meer dan zijn belangrijkste rivaal. De kandidaat van de PRI-partij, waartoe de zittende president Peña Nieto behoort, eindigde als derde met 15% van de stemmen. Op 1 december 2018 werd López Obrador ingezworen als president.

### Presidentschap
Tijdens het presidentschap van López Obrador kreeg hij te maken met demonstraties naar aanleiding van een pakket aan hervormingen. De voorgestelde wijzigingen zouden ten koste gaan van de controle op de politiek en een aantasting zijn van de democratie. Tevens kreeg hij kritiek omdat hij het telefoonnummer van een journalist bekendmaakte. In een artikel dat deze journalist voor The New York Times had geschreven ging het 'over een Amerikaans overheidsonderzoek naar beschuldigingen aan het adres van mensen uit de omgeving van López Obrador; er zou zijn onderzocht of zij kort voor én na zijn verkiezing als president geld hadden aangenomen van drugscriminelen'. Deze situatie wordt met name zorgelijk genoemd omdat er sinds het aantreden van López Obrador 'zeker zeventien journalisten vermoord [zijn] vanwege hun werk'.